# Li Chenyin
Li Chenyin (* 1977) ist eine chinesische Pianistin.

## Leben und Wirken
Li Chenyin studierte am Konservatorium von Peking bei Bigang Chen, Zhong Hui und Hui-li Li. Sie gewann bereits als Kind nationale und internationale Klavierwettbewerbe, trat in Konzerten auf und spielte Rundfunkaufnahmen ein. Von 1995 bis 1998 studierte sie bei Tamás Vesmás an der University of Auckland in Neuseeland. Sie gewann in dieser Zeit die New Zealand National Piano Competition und die Young Musician of the Year Competition und trat mit dem New Zealand Symphony Orchestra im Rundfunk und Fernsehen auf.
Seit 1998 studierte sie an der Guildhall School of Music and Drama in London bei Joan Havill, wo sie das Konzertexamen ablegte. Sie gewann zahlreiche europäische Klavierwettbewerbe, darunter 2001 die Scottish International Piano Competition. Nach ihrem Debütkonzert 2003 in der Royal Festival Hall trat sie u. a. in Frankreich, Italien, Deutschland, Spanien, Holland, Japan und den USA auf.